# Liste der Stolpersteine in Essen – Bezirk VI
Die Liste der Stolpersteine in Essen enthält alle Stolpersteine, die im Rahmen des gleichnamigen Projekts von Gunter Demnig in Essen verlegt wurden. Mit ihnen soll an Opfer des Nationalsozialismus erinnert werden, die in Essen lebten und wirkten.
| Adresse                 | Verlegedatum | Inschrift/Name | Bild | Anmerkung |
| ----------------------- | ------------ | --- | ---- | --- |
| Hermannstraße 6 ·       | 7. Juli 2006 | HIER WOHNTE LOUIS-EUGEN GRUNER JG. 1879 DEPORTIERT 1943 ERMORDET IN AUSCHWITZ                                                                                                 |      | Louis-Eugen Gruner (* 20. August 1879 in Schönefeld (Leipzig)) heiratete Johanna Gruner, geborene Herz (* 8. Dezember 1879 in Münster); das Ehepaar hatte vier Kinder: Hermann Gruner (* 11. November 1903), Else Karoline Gruner, verheiratete Goldschmidt (* 20. März 1906 in Essen), Walter Gruner (* 24. Juni 1907 in Essen) und Paul Gruner (* 16. Oktober 1908 in Essen). Johanna Gruners Schwester Fanny Herz (* 2. Juli 1884 in Münster) lebte ab September 1909 mit der Familie Gruner. Louis-Eugen Gruner betrieb in Essen eine Metzgerei, die nach der Machtergreifung 1933 mehr und mehr boykottiert wurde. 1935 emigrierte Walter Gruner in die Niederlande, sein Bruder Hermann emigrierte im November 1936 nach Frankreich. Louis-Eugen Gruner kam von Juni bis Oktober 1938 wegen angeblicher Devisenvergehen ins Gefängnis. Nach seiner Entlassung flüchtete er mit seinem Sohn Paul im November 1938 in die Niederlande. Johanna Gruner folgte ihrem Mann im April 1939 in die Niederlande, Fanny Herz blieb einstweilen in Essen. Auch Else Karoline Gruner emigrierte mit ihrer Tochter und ihrem Mann in die Niederlande. Hermann Gruner schloss sich in Frankreich der französischen Armee an und diente in Afrika. Paul Gruner wurde während des Westfeldzugs im Mai 1940 in Belgien verhaftet und zunächst im Lager Saint Cyrien interniert. Fanny Herz wurde am 27. Oktober 1941 von Essen ins Ghetto Litzmannstadt deportiert und von dort im Mai 1942 ins Vernichtungslager Kulmhof, wo sie ermordet wurde. Walter Gruner und seine Schwester Else Karoline Goldschmidt wurden im August 1942 in den Niederlanden verhaftet und nach Auschwitz deportiert, wo sie ermordet wurden. Paul Gruner kam ebenfalls im August 1942 vom Sammellager Drancy nach Auschwitz und wurde dort ermordet. Louis-Eugen Gruner und seine Frau Johanna wurden im Mai 1943 verhaftet und ins SS-Sammellager Mecheln deportiert. Johanna Gruner starb dort am 2. September 1943 an einer Krankheit, ihr Mann Louis-Eugen Gruner wurde am 3. August 1943 in Auschwitz ermordet. Hermann Gruner hat den Krieg überlebt und starb am 27. Mai 156 in Paris. Der Stolperstein 124 für Fanny Herz wurde am 14. Dezember 2021 mit überarbeiteter Inschrift ausgetauscht. |
| Hermannstraße 6 ·       | 7. Juli 2006 | HIER WOHNTE PAUL GRUNER JG. 1907 DEPORTIERT 1942 ERMORDET IN AUSCHWITZ |      | Louis-Eugen Gruner (* 20. August 1879 in Schönefeld (Leipzig)) heiratete Johanna Gruner, geborene Herz (* 8. Dezember 1879 in Münster); das Ehepaar hatte vier Kinder: Hermann Gruner (* 11. November 1903), Else Karoline Gruner, verheiratete Goldschmidt (* 20. März 1906 in Essen), Walter Gruner (* 24. Juni 1907 in Essen) und Paul Gruner (* 16. Oktober 1908 in Essen). Johanna Gruners Schwester Fanny Herz (* 2. Juli 1884 in Münster) lebte ab September 1909 mit der Familie Gruner. Louis-Eugen Gruner betrieb in Essen eine Metzgerei, die nach der Machtergreifung 1933 mehr und mehr boykottiert wurde. 1935 emigrierte Walter Gruner in die Niederlande, sein Bruder Hermann emigrierte im November 1936 nach Frankreich. Louis-Eugen Gruner kam von Juni bis Oktober 1938 wegen angeblicher Devisenvergehen ins Gefängnis. Nach seiner Entlassung flüchtete er mit seinem Sohn Paul im November 1938 in die Niederlande. Johanna Gruner folgte ihrem Mann im April 1939 in die Niederlande, Fanny Herz blieb einstweilen in Essen. Auch Else Karoline Gruner emigrierte mit ihrer Tochter und ihrem Mann in die Niederlande. Hermann Gruner schloss sich in Frankreich der französischen Armee an und diente in Afrika. Paul Gruner wurde während des Westfeldzugs im Mai 1940 in Belgien verhaftet und zunächst im Lager Saint Cyrien interniert. Fanny Herz wurde am 27. Oktober 1941 von Essen ins Ghetto Litzmannstadt deportiert und von dort im Mai 1942 ins Vernichtungslager Kulmhof, wo sie ermordet wurde. Walter Gruner und seine Schwester Else Karoline Goldschmidt wurden im August 1942 in den Niederlanden verhaftet und nach Auschwitz deportiert, wo sie ermordet wurden. Paul Gruner kam ebenfalls im August 1942 vom Sammellager Drancy nach Auschwitz und wurde dort ermordet. Louis-Eugen Gruner und seine Frau Johanna wurden im Mai 1943 verhaftet und ins SS-Sammellager Mecheln deportiert. Johanna Gruner starb dort am 2. September 1943 an einer Krankheit, ihr Mann Louis-Eugen Gruner wurde am 3. August 1943 in Auschwitz ermordet. Hermann Gruner hat den Krieg überlebt und starb am 27. Mai 156 in Paris. Der Stolperstein 124 für Fanny Herz wurde am 14. Dezember 2021 mit überarbeiteter Inschrift ausgetauscht. |
| Hermannstraße 6 ·       | 7. Juli 2006 | HIER WOHNTE WALTER GRUNER JG. 1903 DEPORTIERT 1942 ERMORDET IN AUSCHWITZ |      | Louis-Eugen Gruner (* 20. August 1879 in Schönefeld (Leipzig)) heiratete Johanna Gruner, geborene Herz (* 8. Dezember 1879 in Münster); das Ehepaar hatte vier Kinder: Hermann Gruner (* 11. November 1903), Else Karoline Gruner, verheiratete Goldschmidt (* 20. März 1906 in Essen), Walter Gruner (* 24. Juni 1907 in Essen) und Paul Gruner (* 16. Oktober 1908 in Essen). Johanna Gruners Schwester Fanny Herz (* 2. Juli 1884 in Münster) lebte ab September 1909 mit der Familie Gruner. Louis-Eugen Gruner betrieb in Essen eine Metzgerei, die nach der Machtergreifung 1933 mehr und mehr boykottiert wurde. 1935 emigrierte Walter Gruner in die Niederlande, sein Bruder Hermann emigrierte im November 1936 nach Frankreich. Louis-Eugen Gruner kam von Juni bis Oktober 1938 wegen angeblicher Devisenvergehen ins Gefängnis. Nach seiner Entlassung flüchtete er mit seinem Sohn Paul im November 1938 in die Niederlande. Johanna Gruner folgte ihrem Mann im April 1939 in die Niederlande, Fanny Herz blieb einstweilen in Essen. Auch Else Karoline Gruner emigrierte mit ihrer Tochter und ihrem Mann in die Niederlande. Hermann Gruner schloss sich in Frankreich der französischen Armee an und diente in Afrika. Paul Gruner wurde während des Westfeldzugs im Mai 1940 in Belgien verhaftet und zunächst im Lager Saint Cyrien interniert. Fanny Herz wurde am 27. Oktober 1941 von Essen ins Ghetto Litzmannstadt deportiert und von dort im Mai 1942 ins Vernichtungslager Kulmhof, wo sie ermordet wurde. Walter Gruner und seine Schwester Else Karoline Goldschmidt wurden im August 1942 in den Niederlanden verhaftet und nach Auschwitz deportiert, wo sie ermordet wurden. Paul Gruner kam ebenfalls im August 1942 vom Sammellager Drancy nach Auschwitz und wurde dort ermordet. Louis-Eugen Gruner und seine Frau Johanna wurden im Mai 1943 verhaftet und ins SS-Sammellager Mecheln deportiert. Johanna Gruner starb dort am 2. September 1943 an einer Krankheit, ihr Mann Louis-Eugen Gruner wurde am 3. August 1943 in Auschwitz ermordet. Hermann Gruner hat den Krieg überlebt und starb am 27. Mai 156 in Paris. Der Stolperstein 124 für Fanny Herz wurde am 14. Dezember 2021 mit überarbeiteter Inschrift ausgetauscht. |
| Hermannstraße 6 ·       | 7. Juli 2006 | HIER WOHNTE JOHANNA GRUNER GEB. HERZ JG. 1879 DEPORTIERT MALINES ERMORDET 2.9.1943                                                                                            |      | Louis-Eugen Gruner (* 20. August 1879 in Schönefeld (Leipzig)) heiratete Johanna Gruner, geborene Herz (* 8. Dezember 1879 in Münster); das Ehepaar hatte vier Kinder: Hermann Gruner (* 11. November 1903), Else Karoline Gruner, verheiratete Goldschmidt (* 20. März 1906 in Essen), Walter Gruner (* 24. Juni 1907 in Essen) und Paul Gruner (* 16. Oktober 1908 in Essen). Johanna Gruners Schwester Fanny Herz (* 2. Juli 1884 in Münster) lebte ab September 1909 mit der Familie Gruner. Louis-Eugen Gruner betrieb in Essen eine Metzgerei, die nach der Machtergreifung 1933 mehr und mehr boykottiert wurde. 1935 emigrierte Walter Gruner in die Niederlande, sein Bruder Hermann emigrierte im November 1936 nach Frankreich. Louis-Eugen Gruner kam von Juni bis Oktober 1938 wegen angeblicher Devisenvergehen ins Gefängnis. Nach seiner Entlassung flüchtete er mit seinem Sohn Paul im November 1938 in die Niederlande. Johanna Gruner folgte ihrem Mann im April 1939 in die Niederlande, Fanny Herz blieb einstweilen in Essen. Auch Else Karoline Gruner emigrierte mit ihrer Tochter und ihrem Mann in die Niederlande. Hermann Gruner schloss sich in Frankreich der französischen Armee an und diente in Afrika. Paul Gruner wurde während des Westfeldzugs im Mai 1940 in Belgien verhaftet und zunächst im Lager Saint Cyrien interniert. Fanny Herz wurde am 27. Oktober 1941 von Essen ins Ghetto Litzmannstadt deportiert und von dort im Mai 1942 ins Vernichtungslager Kulmhof, wo sie ermordet wurde. Walter Gruner und seine Schwester Else Karoline Goldschmidt wurden im August 1942 in den Niederlanden verhaftet und nach Auschwitz deportiert, wo sie ermordet wurden. Paul Gruner kam ebenfalls im August 1942 vom Sammellager Drancy nach Auschwitz und wurde dort ermordet. Louis-Eugen Gruner und seine Frau Johanna wurden im Mai 1943 verhaftet und ins SS-Sammellager Mecheln deportiert. Johanna Gruner starb dort am 2. September 1943 an einer Krankheit, ihr Mann Louis-Eugen Gruner wurde am 3. August 1943 in Auschwitz ermordet. Hermann Gruner hat den Krieg überlebt und starb am 27. Mai 156 in Paris. Der Stolperstein 124 für Fanny Herz wurde am 14. Dezember 2021 mit überarbeiteter Inschrift ausgetauscht. |
| Hermannstraße 6 ·       | 7. Juli 2006 | HIER WOHNTE FANNY HERZ JG. 1884 DEPORTIERT 1941 ŁODZ/LITZMANNSTADT 1942 CHELMNO/KULMHOF ERMORDET 7.5.1942                                                                     |      | Louis-Eugen Gruner (* 20. August 1879 in Schönefeld (Leipzig)) heiratete Johanna Gruner, geborene Herz (* 8. Dezember 1879 in Münster); das Ehepaar hatte vier Kinder: Hermann Gruner (* 11. November 1903), Else Karoline Gruner, verheiratete Goldschmidt (* 20. März 1906 in Essen), Walter Gruner (* 24. Juni 1907 in Essen) und Paul Gruner (* 16. Oktober 1908 in Essen). Johanna Gruners Schwester Fanny Herz (* 2. Juli 1884 in Münster) lebte ab September 1909 mit der Familie Gruner. Louis-Eugen Gruner betrieb in Essen eine Metzgerei, die nach der Machtergreifung 1933 mehr und mehr boykottiert wurde. 1935 emigrierte Walter Gruner in die Niederlande, sein Bruder Hermann emigrierte im November 1936 nach Frankreich. Louis-Eugen Gruner kam von Juni bis Oktober 1938 wegen angeblicher Devisenvergehen ins Gefängnis. Nach seiner Entlassung flüchtete er mit seinem Sohn Paul im November 1938 in die Niederlande. Johanna Gruner folgte ihrem Mann im April 1939 in die Niederlande, Fanny Herz blieb einstweilen in Essen. Auch Else Karoline Gruner emigrierte mit ihrer Tochter und ihrem Mann in die Niederlande. Hermann Gruner schloss sich in Frankreich der französischen Armee an und diente in Afrika. Paul Gruner wurde während des Westfeldzugs im Mai 1940 in Belgien verhaftet und zunächst im Lager Saint Cyrien interniert. Fanny Herz wurde am 27. Oktober 1941 von Essen ins Ghetto Litzmannstadt deportiert und von dort im Mai 1942 ins Vernichtungslager Kulmhof, wo sie ermordet wurde. Walter Gruner und seine Schwester Else Karoline Goldschmidt wurden im August 1942 in den Niederlanden verhaftet und nach Auschwitz deportiert, wo sie ermordet wurden. Paul Gruner kam ebenfalls im August 1942 vom Sammellager Drancy nach Auschwitz und wurde dort ermordet. Louis-Eugen Gruner und seine Frau Johanna wurden im Mai 1943 verhaftet und ins SS-Sammellager Mecheln deportiert. Johanna Gruner starb dort am 2. September 1943 an einer Krankheit, ihr Mann Louis-Eugen Gruner wurde am 3. August 1943 in Auschwitz ermordet. Hermann Gruner hat den Krieg überlebt und starb am 27. Mai 156 in Paris. Der Stolperstein 124 für Fanny Herz wurde am 14. Dezember 2021 mit überarbeiteter Inschrift ausgetauscht. |
| Schonnebeckhöfe 148 b · | 23. Mai 2018 | HIER WOHNTE WILHELM LORBACH JG. 1930 EINGEWIESEN 1935 FÜRSORGEHEIM 1936 FRANZ-SALES-HAUS 'VERLEGT' 15.4.1943 HEILANSTALT UCHTSPRINGE 'KINDERFACHABTEILUNG' ERMORDET 28.9.1944 |      | Wilhelm „Willi“ Lorbach (* 23. Mai 1930 in Essen), Sohn von Gertrud Weibels, geborene Lorbach, wuchs wahrscheinlich in schwierigen Verhältnissen auf. Aus mehreren Schriftstücken des Jugendamtes lässt sich ermitteln, dass seine Mutter sechs Kinder hatte, drei davon unehelich. Seine Mutter und sein Stiefvater wurden als „Zigeuner“ und als „schwachsinnig“ bezeichnet, beide wurden zwangssterilisiert. Wilhelm Lorbach kam mit seiner Schwester Margarete im November 1935 in die Fürsorgeeinrichtung Raphaelshaus in Dormagen und 1936 ins Franz Sales Haus. Wilhelm machte trotz seiner halbseitigen spastischen Lähmung anfangs gute Fortschritte im Unterricht. Nach schweren Luftangriffen wurde das Franz Sales Haus 1943 geräumt und als Notfallkrankenhaus verwendet. Margarete und Wilhelm Lorbach wurden am 15. April 1943 nach Uchtspringe verlegt. Obwohl die Euthanasie und die so genannte „Aktion T4“ nach der Kritik von Bischof von Galen gegen Ende 1941 offiziell gestoppt wurde, kam es in den „Kinderfachabteilungen“ auch in den folgenden Jahren zu zahlreichen Tötungen. Wilhelm Lorbach starb am 28. September 1944 im Rahmen dieser „Kinder-Euthanasie“. |